# Красный Яр (Чердаклинский район)
Красный Яр — село в составе Красноярского сельского поселения Чердаклинского района Ульяновской области Российской Федерации.

## География
Расположено на левом берегу Куйбышевского водохранилища. Расстояние до районного центра посёлка городского типа Чердаклы — 24 км, до Заволжского района Ульяновска — 19 км.
В селе 20 улиц: Волжская, Ворошилова, Горького, Деева, Димитрова, Жуковского, Кирова, Лесная, Маяковского, Мелиораторов, Некрасова, Новая, Островского, Пионерская, Победы, Полевая, Пролетарская, Центральная, Школьная, Энтузиастов) и 4 переулка (Волжский, Лесной, Центральный, Школьный.

## Название
Название «Красный Яр» происходит от словосочетания «Яр», что значит «крутой, резкий обрыв» и «Красный» — «красивый (красный)», а также, возможно, из-за красноватого цвета песчаников, слагающих берег.

## История
Впервые Красный Яр упоминается в 1597 году, в Ввозной грамоте, когда «...царь Федор Иоаннович пожаловал новокрещеному князю Якову Васильевичу Асанову, в вотчину, сенные покосы на луговой стороне р. Волги, называемые "Алтынбаевский луг", от устья р. Майны до деревни Краснаго Яра "что выше Синбирскаго городища"». Затем упоминается в документах за 1681 год.
Крестьяне—старообрядцы в количестве 10-20 семей, скрываясь от преследований и гонений государства за свою религиозные убеждения, объединились в Согласие (Общину) и обосновались на территории села.
В 1708 году Красный Яр вошёл в состав Казанский уезд Казанская губерния (1708—1781). 
В 1780 году село Богородское Красный Яр вошло в состав Ставропольского уезда Симбирского наместничества. 
С 1796 года в составе Симбирской губернии. 
Путешествуя в 1840-х годах, здесь ночевал писатель Аксаков Сергей Тимофеевич, о котором написал в романе "Семейная хроника". 
В 1848 году в с. Красный Яр была построена новая Богородицко-Смоленская церковь. Однопрестольная, здание и колокольня деревянные, освящена в 1849 году. В 1913 году построен новый храм. 
С 1851 года административно село входило в состав Ставропольского уезда Самарской губернии, после его разделения в 1919 году — в составе Мелекесского уезда. С заменой уездов на районы в 1928 году, в качестве административно-территориальных единиц, Красный Яр был включён в состав Чердаклинского района. 
На 1910 год в селе в 422 дворах жило 2232 жителя. Имелась: церковь, церк.-приходск. шк., 1 овчинный завод, 1 кирпичный завод, 15 ветр. мельниц, 5 просо-обдирок. При селе в Удельном лесу выстроены 48 дворов для приезжающих дачников. 
В 1918 году в селе образован сельский совет. 
В 1930 году образован колхоз «Заря Свободы», в 1959 году — колхоз «Победа», с 1965 года — колхоз «Красноярский». 
С 1943 года в составе Ульяновской области. 
В 1956 году, ввиду затопления села Куйбышевским водохранилищем, село было перенесено на другое место и присоединён посёлок Ровино. 
В 2005 году Красный Яр стал центром Красноярского сельского поселения, но затем центр поселения был переведён в посёлок Колхозный.
После принятия регионального закона «О муниципальных образованиях Ульяновской области» входит в образованное Красноярское сельское поселение.
В 2016 году на территории бывшего колхоза «Красноярский» финская компания «Фортум» начала строительство ветропарка Ульяновская ВЭС-1, мощностью 35 МВт. Общий объём инвестиций в проект первого в России оптового ветропарка составит 65 млн евро. Закончилось строительство в конце 2017 года. Ульяновская ВЭС-1 введена в эксплуатацию в январе 2018 года. 
С сентября по октябрь 2018 года в Ульяновске снимала команда студии «Энерджи фильм» криминальную мелодраму «Выстрел в спину». Эпизодические роли сыграли около 20 наших земляков. Финальная сцена погони — проходила у ветряков близ села Красный Яр и Колхозный. Премьера фильма на ТВЦ состоялась 14 декабря 2018 года.

## Население
| Год  | Численность | Численность |
| ---- | ----------- | ----------- |
| 1859 | 1326        | [ 15 ]      |
| 1889 | 1942        | [ 16 ]      |
| 1897 | 1990        | [ 17 ]      |
| 1910 | 2232        | [ 18 ]      |
| 2010 | 987         | [ 1 ]       |

## Достопримечательности
- В нескольких километрах к юго-востоку от села находится древнее поселение «Красный Яр» (X—XIII веков), признанное объектом археологического наследия федерального значения[19].
- В самом селе расположены дом конца XIX века крестьянина Гордеева (улица Пролетарская, д. 16) и дом крестьянина конца XIX века (улица Ворошилова, д. 46) признанные объектами культурного наследия Ульяновской области[20].
- В 1960 году в селе установлен памятник воинам, погибшим в годы Великой Отечественной войны[2][21].

## Экономика и социальная сфера
В селе расположены: дом культуры, библиотека, несколько магазинов, баз отдыха и турбаз, лесничество, крестьянско-фермерское хозяйство и сельскохозяйственный производственный кооператив. В 2010 году на берегу Волги была построена «зелёная стоянка» с удлинённым пирсом для швартовки теплоходов.

## Религия
Исторически в селе значительную долю в численности населения составляли староверы (основавшие его). В начале XX века их доля достигала до четверти от общего числа жителей. Основным центром религиозной жизни общины являлся молельный дом (до настоящего времени не сохранившийся). Представители различных течений Православия проживают в селе до сих пор. В частности, настоятель Ульяновской общины Древлеправославной поморской церкви отец Павел Васильевич Аринин является уроженцем Красного Яра.
Однако, уже в XIX веке большинство жителей села были приверженцами традиционной Русской православной церкви. К 1848 году в Красном Яре была деревянная Богородицко-Смоленская церковь (в некоторых источниках упоминается как Никольский храм), перестроенная и расширенная в 1913 году, после случившегося пожара. В 1891 году в селе была открыта церковно-приходская школа. После установления советской власти церковь и церковно-приходская школа были закрыты. В здании церкви размещалась мастерская машинно-тракторной станции (МТС), которая в 1954 году была разрушена для строительства клуба, сооружённого из брёвен, оставшихся в результате разбора Храма.
В 2003—2007 годах по благословению архиепископа Симбирского и Мелекесского Прокла в Красном Яре возведён деревянный Православный Храм Святителя Николая Чудотворца. Освящение состоялось 28 января 2007 года. Здесь находится икона небесных покровителей влюблённых — Петра и Февронии с частицами их мощей — подарок игумена Кирилла из Мурманского монастыря, сделанный в 2005 году после установки купола. Недалеко от церкви находится каменная колокольня.

## Известные уроженцы, жители
- Усов Пётр Матвеевич (1918—1990) — Герой Социалистического Труда.
- Николай Васильевич Исаков (1931 г.р.) — четырнадцатикратный чемпион и неоднократный рекордсмен России по тяжелой атлетике среди ветеранов, участник чемпионатов России, Европы и мира по тяжелой атлетике среди ветеранов 1995-2015 гг.[26][27] В 2016 году он был занесён в «Золотую книгу Почета города Ульяновска»[28].
- Прохоров Владимир Ильич (1932—1997) — Герои Социалистического Труда, звеньевой колхоза «Победа»[29].
- Николай Сергеевич Раков (1943—2021) — ботаник, исследователь флоры Среднего Поволжья.
- Ларин Евгений Степанович – писатель, поэт, журналист, краевед, член союза писателей СССР, детство и юношество прошли в посёлке[30].